# ماریون ماهونی گریفین
ماریون لوسی ماهونی گریفین (به انگلیسی: Marion Mahony Griffin) متولد ۱۸۷۱ در شیکاگو، ایلینوی معمار آمریکایی در اواخر قرن نوزدهم و قرن بیستم بود.
او همسر والتر برلی گریفین بوده و بسیاری از طرحهای فرانک لوید رایت را به تصویر کشید.
او که دانش‌آموخته ام آی تی بود، از نخستین زنان در تاریخ است که پروانه رسمی معماری را دریافت کرد.

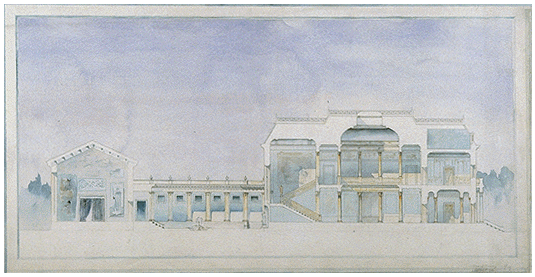
یک طرح از ۱۸۹۴ توسط ماریون گریفین

او در ۱۹۶۱ درگذشت.